# PSA World Tour Finals der Damen 2018/19
Die PSA World Tour Finals der Damen 2018/19 fanden vom 9. bis 14. Juni 2019 in der ägyptischen Hauptstadt Kairo statt. Die 13. Austragung des Saisonabschlussturniers war Teil der PSA World Tour der Damen 2018/19 und mit 160.000 US-Dollar dotiert. Parallel fand das Saisonabschlussturnier der Herren statt.
Siegerin wurde die Weltranglistenführende Raneem El Weleily, die sich im Finale gegen Camille Serme mit 3:11, 8:11, 11:7, 11:4 und 11:6 durchsetzte. Nach zwei Finalteilnahmen war es für El Weleily der erste Titelgewinn bei den Finals.

## Qualifikation und Modus
Weltmeisterin Nour El Sherbini war direkt qualifiziert, ebenso die Gewinnerinnen der fünf Turniere der Kategorie PSA World Tour Platinum der Saison 2018/19. Alle Plätze, die teilweise auch durch mehrfache Titelträgerinnen übrig blieben, gingen an die nächsten Spielerinnen in der Punkterangliste. Qualifizierte Spielerinnen sind fett markiert.
| #  | Spielerin         | Punkte | Turniere | Platinum-Siege |
| -- | ----------------- | ------ | -------- | -------------- |
| 1  | Raneem El Weleily | 17.120 | 10       | 2              |
| 2  | Nour El Sherbini  | 12.760 | 9        | 1              |
| 3  | Nour El Tayeb     | 9.950  | 12       |                |
| 4  | Camille Serme     | 9.210  | 10       | 1              |
| 5  | Joelle King       | 8.875  | 10       | 1              |
| 6  | Nouran Gohar      | 8.795  | 9        |                |
| 7  | Sarah-Jane Perry  | 7.460  | 12       |                |
| 8  | Tesni Evans       | 6.195  | 13       |                |
| 9  | Amanda Sobhy      | 5.673  | 11       |                |
| 10 | Alison Waters     | 4.710  | 13       |                |
| 11 | Laura Massaro     | 4.380  | 11       |                |
| 12 | Annie Au          | 4.195  | 9        |                |
| 13 | Salma Hany        | 3.650  | 12       |                |
| 14 | Joshna Chinappa   | 3.605  | 10       |                |
| 15 | Victoria Lust     | 3.520  | 10       |                |
| 16 | Nicol David       | 3.378  | 11       |                |

Die Vorrunde wurde in zwei Gruppen mit je vier Spielerinnen im Best-of-three-Format ausgetragen. Für einen 2:0-Sieg wurden vier Punkte, für einen 2:1-Sieg drei Punkte und für eine 1:2-Niederlage ein Punkt vergeben. Bei Punktgleichheit entschied der direkte Vergleich. Waren drei oder mehr Spielerinnen am Ende punktgleich, zählte das Verhältnis der gewonnenen Einzelpunkte. Die Gruppensiegerinnen und -zweiten zogen ins Halbfinale ein, das ebenfalls im Best-of-three-Format gespielt wurde. Das Finale wurde über drei Gewinnsätze ausgetragen.

## Preisgelder und Weltranglistenpunkte
Bei dem Turnier wurden die folgenden Preisgelder und Weltranglistenpunkte für das Erreichen der jeweiligen Runde ausgezahlt bzw. gutgeschrieben. Die Beträge sind nicht kumulativ zu verstehen. Das Gesamtpreisgeld betrug 160.000 US-Dollar.
| Runde          | Preisgeld |
| -------------- | --------- |
| Sieg           | 48.000 $  |
| Finale         | 32.000 $  |
| Halbfinale     | 20.000 $  |
| Gruppendritter | 12.000 $  |
| Gruppenvierter | 8.000 $   |

| Runde                 | Punkte   |
| --------------------- | -------- |
| Sieg                  | + 1000 1 |
| Finale                | + 400    |
| Halbfinale            | + 200    |
| Gruppenphase pro Sieg | + 150    |

 1 Blieb die Gewinnerin ungeschlagen, erhielt sie einen Bonus von zusätzlichen 150 Punkten.

## Finalrunde

### Gruppenphase

#### Gruppe A

##### Tabelle
| Pos. | Setzliste | Spielerin         | Spiele | Sätze | EP    | Punkte |
| ---- | --------- | ----------------- | ------ | ----- | ----- | ------ |
| 1    | 1         | Raneem El Weleily | 3:0    | 6:1   | 76:48 | 11     |
| 2    | 4         | Camille Serme     | 2:1    | 5:3   | 84:82 | 8      |
| 3    | 8         | Tesni Evans       | 1:2    | 2:5   | 55:74 | 3      |
| 4    | 5         | Joelle King       | 0:3    | 2:6   | 76:87 | 2      |

##### Ergebnisse
| Spielerin         | Spielerin     | Ergebnis            |
| ----------------- | ------------- | ------------------- |
| Raneem El Weleily | Tesni Evans   | 11:4, 11:6          |
| Camille Serme     | Joelle King   | 12:14, 12:10, 12:10 |
| Raneem El Weleily | Camille Serme | 10:12, 11:7, 11:5   |
| Joelle King       | Tesni Evans   | 9:11, 11:7, 8:11    |
| Raneem El Weleily | Joelle King   | 11:7, 11:7          |
| Camille Serme     | Tesni Evans   | 11:5, 13:11         |

#### Gruppe B

##### Tabelle
| Pos. | Setzliste | Spielerin        | Spiele | Sätze | EP    | Punkte |
| ---- | --------- | ---------------- | ------ | ----- | ----- | ------ |
| 1    | 6         | Nouran Gohar     | 2:1    | 5:3   | 73:69 | 8      |
| 2    | 3         | Nour El Tayeb    | 2:1    | 4:3   | 63:50 | 7      |
| 3    | 2         | Nour El Sherbini | 1:2    | 3:4   | 60:62 | 5      |
| 4    | 7         | Sarah-Jane Perry | 1:2    | 2:4   | 44:61 | 4      |

##### Ergebnisse
| Spielerin        | Spielerin        | Ergebnis         |
| ---------------- | ---------------- | ---------------- |
| Nour El Sherbini | Sarah-Jane Perry | 8:11, 9:11       |
| Nour El Tayeb    | Nouran Gohar     | 11:4, 7:11, 11:8 |
| Nour El Sherbini | Nour El Tayeb    | 11:5, 11:7       |
| Nouran Gohar     | Sarah-Jane Perry | 11:8, 11:9       |
| Nour El Sherbini | Nouran Gohar     | 11:6, 5:11, 7:11 |
| Nour El Tayeb    | Sarah-Jane Perry | 11:0, 11:5       |

### Halbfinale
| Spielerin         | Spielerin     | Ergebnis         |
| ----------------- | ------------- | ---------------- |
| Raneem El Weleily | Nour El Tayeb | 11:9, 9:11, 11:1 |
| Nouran Gohar      | Camille Serme | 18:20, 9:11      |

### Finale
| Spielerin         | Spielerin     | Ergebnis                     |
| ----------------- | ------------- | ---------------------------- |
| Raneem El Weleily | Camille Serme | 3:11, 8:11, 11:7, 11:4, 11:6 |